# Solmaris quadrata
Solmaris quadrata is een hydroïdpoliep uit de familie Solmarisidae. De poliep komt uit het geslacht Solmaris. Solmaris quadrata werd in 1991 voor het eerst wetenschappelijk beschreven door Bouillon, Boero & Seghers. 